# Hutistički pokret
Hutistički pokret ili Ansar Alah (arapski: الحوثيون al-Ḥūthīyūn, Ansar Allah[a] (doslovno: 'Pristaše Boga')) - politička i vojna šijitska islamistička organizacija proizašla iz Jemena 1990-ih. Uglavnom se sastoji od Zaidita, a njihovo vodstvo uglavnom dolazi iz plemena Huti.
Pod vodstvom zaiditskoga vjerskog vođe Husseina al-Hutija, hutisti su se pojavili kao oporbeni pokret jemenskom predsjedniku Ali Abdullahu Salehu, kojeg su optužili za korupciju i potporu Saudijske Arabije i Sjedinjenih Država. Godine 2003., pod utjecajem libanonske šijitske političke i vojne organizacije Hezbollah, hutisti su usvojili svoj službeni slogan protiv Sjedinjenih Država, Izraela i Židova. Vođu Al-Hutija ubila je jemenska vojska u Saadi 2004., što je izazvalo pobunu hutista, nakon što se opirali Salehovoj naredbi za uhićenje Al-Hutija. Od tada je pokret većinom vodio njegov brat Abdul-Malik al-Huti.
Organizacija je sudjelovala u jemenskoj pobuni 2011. u uličnim prosvjedima i u koordinaciji s drugim jemenskim oporbenim skupinama. Pridružili su se Jemenskoj konferenciji o nacionalnom dijalogu, ali su kasnije odbacili sporazum o pomirenju iz 2011. Krajem 2014. hutisti su popravili svoj odnos sa predsjednikom Salehom i uz njegovu pomoć preuzeli kontrolu nad glavnim gradom Sanom. Preuzimanje je potaknulo vojnu intervenciju koju je predvodila Saudijska Arabija kako bi se obnovila međunarodno priznata vlada, što je dovelo do građanskog rata koji je uključivao napade projektilima i bespilotnim letjelicama protiv Saudijske Arabije i njezinih saveznika Ujedinjenih Arapskih Emirata. Nakon izbijanja rata između Izraela i Hamasa 2023., hutisti su počeli ispaljivati projektile na Izrael i napadati brodove u blizini jemenske obale u Crvenom moru, za što kažu da je znak solidarnosti s Palestincima i s ciljem olakšavanja ulaska humanitarne pomoći u Pojas Gaze.
Hutistički pokret privlači sljedbenike u Jemenu prikazujući se kao osobe koje se bore za gospodarski razvoj, za kraj političke marginalizacije Zaidita i promicanje regionalnih političko-vjerskih pitanja u svojim medijima. Hutisti imaju složen odnos s jemenskim sunitima; pokret je diskriminirao sunite, ali se također udružio s njima i regrutirao ih. Hutisti imaju za cilj vladati cijelim Jemenom i podržavati vanjske pokrete protiv Sjedinjenih Država, Izraela i Saudijske Arabije. Zbog ideološke pozadine hutista, sukob u Jemenu naširoko se smatra frontom posredničkoga rata između Irana i Saudijske Arabije.